# Topomyia lehcharlesi
Topomyia lehcharlesi is een muggensoort uit de familie van de steekmuggen (Culicidae). De wetenschappelijke naam van de soort is voor het eerst geldig gepubliceerd in 2008 door Miyagi & Toma.